# Dusino San Michele
Dusino San Michele, (Dusin en piemontès) és un municipi situat al territori de la província d'Asti, a la regió del Piemont (Itàlia).
Limita amb els municipis de Cantarana, San Paolo Solbrito, Valfenera, Villafranca d'Asti i Villanova d'Asti.